# Thiranagama
Thiranagama est un village du sud-ouest du Sri Lanka connu pour ses hôtels de luxe, dont les deux seuls hôtels 5 étoiles de la région d'Hikkaduwa (Riff Hotel et Haritha Villas).

## Géographie
Thiranagama est situé au bord de l'océan indien, à 16 km au nord de Galle et 99 km au sud de Colombo. Il se trouve entre la ville touristique d'Hikkaduwa et le village de Dodanduwa. Thiranagama est le secteur haut de gamme des 24 km de côte du District d'Hikkaduwa.

## Histoire
Au XIXe siècle, la région d'Hikkaduwa était " la grande station des pic-nic parties de Galle " (Galle étant alors la plus grande ville du sud de Ceylan).

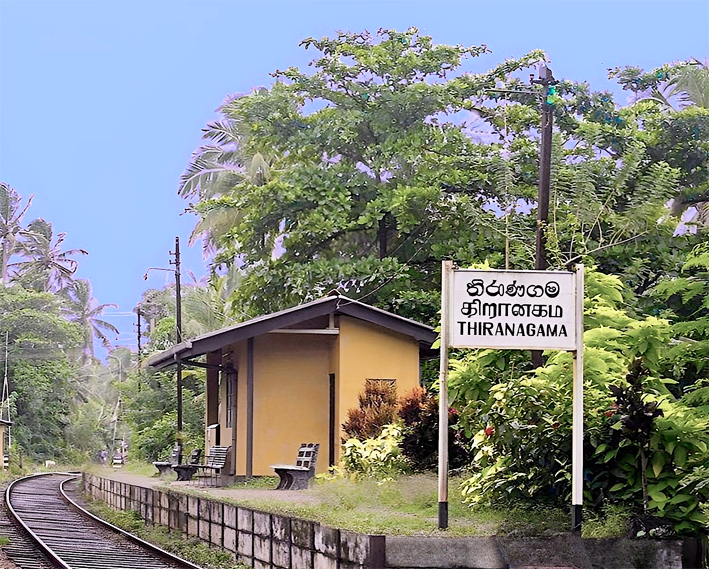
Gare de Thiranagama

## Transports
La gare ferroviaire de Thiranagama est la 43e garede la Ligne Côtière reliant Colombo à Matara. Elle est située à 97,8 km de la gare de Colombo. Neuf trains s'y arrêtent quotidiennement.

## Éducation
- Bodhiraja Maha Vidyalaya[10] (environ 280 élèves[11],[12])

## Plages
Thiranagama est longé par l'une des plus longues plages du sud-ouest de Sri Lanka. Composée de Narigama Beach et de Thiranagama Beach, elle s'étend sur 3 km. Cette large bande de sable est calme avec quelques hôtels de luxe et restaurants de qualité. On y trouve également plusieurs spots de surf.
Il existe huit plages autour de Thiranagama.

## Principaux hotels
- Hotel Riff ★★★★★[18],[19]
- Haritha Villas ★★★★★[20],[21]
- Hotel Lucky Elephant ★★★★[22],[23]
- Suite Lanka ★★★★[24]
- Villa Saffron ★★★★
- Roman Beach Hotel ★★★★[25]

## Temples bouddhistes
- Ganegodalla Sri Sudharshanaramaya ()
- Sri Buddharakkhitha Pirivena (centre de formation de moines)

## Personnes notables
- Sir Arthur C. Clarke, écrivain (auteur de 2001 : L'Odyssée de l'espace) possédait une maison de vacances à Thiranagama[26].

## Sites remarquables de la région
Thiranagama se trouve :
- à 16 km du Fort de Galle (petite cité fortifiée édifiée à partir du XVIe siècle[27], patrimonial mondial de l'UNESCO)
- à 41 km de la Réserve forestière de Kanneliya (le site le plus riche en biodiversité végétale du Sri Lanka[28], classé réserve mondiale de biosphère par l'UNESCO)
- à 68 km de la Réserve forestière de Sinharâja (dernière forêt tropicale humide primaire du pays[29], patrimonial mondial de l'UNESCO[30], abritant 139 espèces de plantes endémiques[31], des animaux menacés : le léopard[31], l'éléphant indien[31], le langur endémique à face violette[31], la pie bleue du Sri Lanka[31], etc.)